# Орлеан
Орлеа́н (фр. Orléans МФА: [ɔʁ.le.ɑ̃]) — город и коммуна во Франции, административный центр департамента Луаре и Центрального региона. Главный город исторической области Орлеане. Расположен на реке Луара, в 130 км к юго-западу от Парижа. Население — 113 224 чел. (2009).

## История
Орлеан был основан как главный город кельтского племени карнутов, назывался Ценабум (лат. Cenabum). В 52 году до н. э. разрушен Цезарем и восстановлен в 275 году императором Аврелианом, в честь которого с V века стал называться Аврелианум (лат. Aurelianum, полностью — Civitas Aurelianensis, Aureliana civitas «город Аврелиана»). С тех пор, на протяжении последних 1700 лет, название города не менялось, изменились только прочтение, а затем и написание в соответствии с правилами французского языка: au=[o], первое -е- стало «немым», а окончание -um подверглось редукции (отмерло) ещё в раннем Средневековье; таким образом, в результате фонетической эволюции -Aurelianum>[orleã]>Orléans (совр.) (см. Jacques Debal, Cenabum, Aurelianis, Orléans, Lyon, PUL, coll. " Galliae civitates ", 1996.).
В 451 году вождь гуннов Аттила попытался захватить и разграбить город, но в последний момент был остановлен прибывшей армией под совместным командованием короля вестготов Теодориха I и римского полководца Аэция. К союзной армии присоединилась также часть аланов, пришедших вместе с вандалами и поселившихся в окрестностях города с 408 года. По свидетельству готского историка Иордана, аланы были поставлены в центре боевых порядков в битве на Каталаунских полях под началом своего короля Сангибана, что и принесло победу Риму. В исторической провинции Орлеане есть около ста населённых пунктов, напоминающих о пребывании этого народа (Ален, Аленвиль; вероятно, что отсюда происходит также французское имя — Ален, зафиксированное в источниках с 6 в. н. э.). Правда, уже через несколько лет после битвы, аурелианские аланы были покорены вестготами и вошли в состав вестготского Королевства Тулузского.

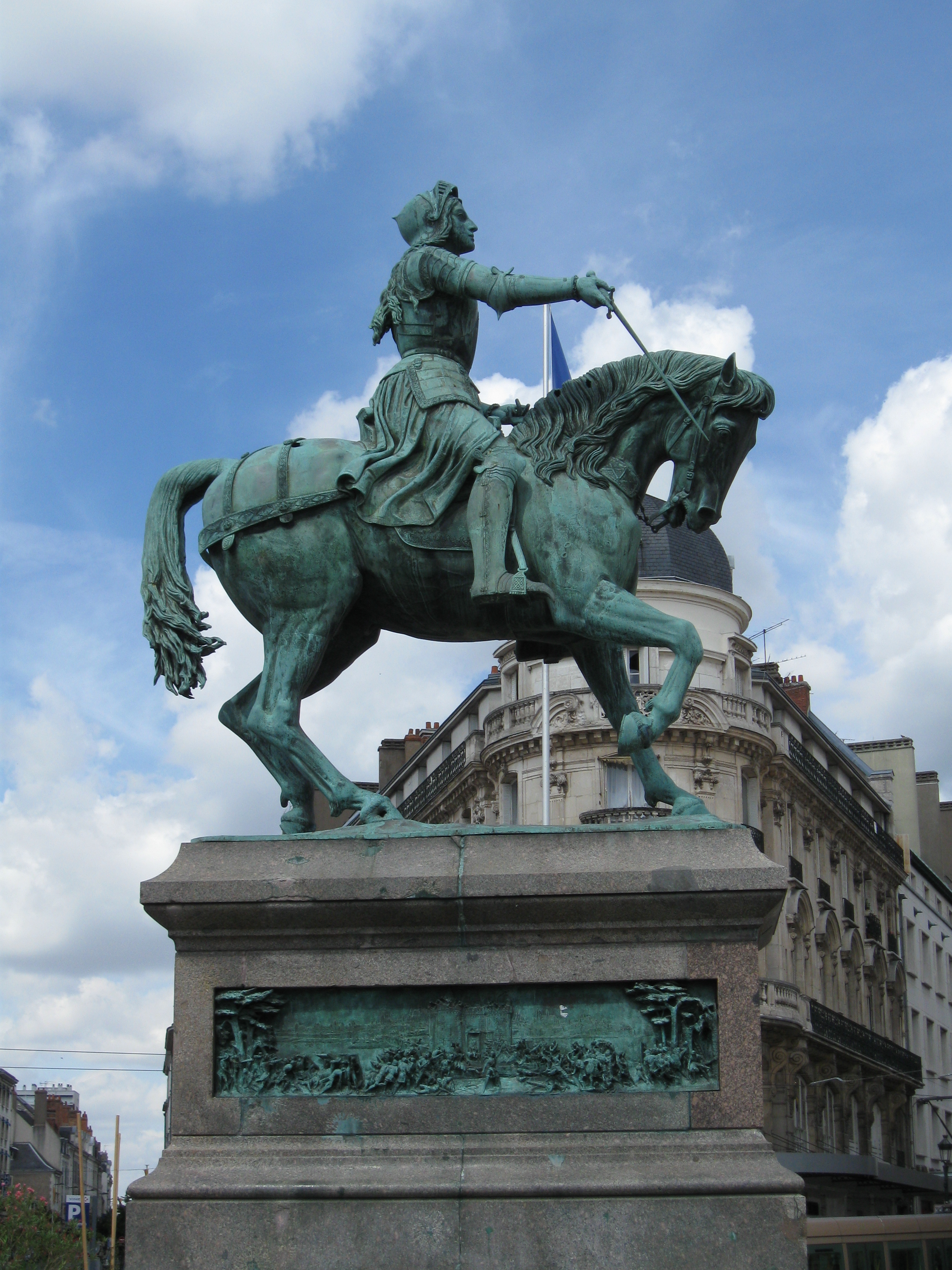
Памятник Орлеанской деве (1855)

В 511, 532, 541, 549 годах в Орлеане проводились церковные соборы. Некоторое время Орлеан был столицей Орлеанского королевства, которое образовалось после разделения Франкского королевства, в котором правил Хлодомир (27 ноября 511 — 25 июня 524). Во время правления Карла Великого город стал учёным центром Франкского государства.
В X—XI веках Орлеан был вторым по значимости городом королевских земель после Парижа. В X веке стал важной крепостью. В 1306 году в городе был основан университет.
Осада Орлеана в 1428—1429 годах — одно из важнейших событий Столетней войны. После семимесячной осады город был освобождён 8 мая войсками под предводительством Жанны Д’Арк, после чего её стали называть Орлеанской девой.
Во время Религиозных войн XVI века Орлеан был одним из центров распространения кальвинизма, но после событий, последовавших за Варфоломеевской ночью в 1572 году, когда в городе были убиты около 1 тыс. гугенотов, усилилось влияние католиков. В 1560 году в городе созывались Генеральные штаты — впервые после 76-летнего перерыва.
Во время Франко-прусской войны 1870—1871 годов Орлеан после осад дважды захватывался прусской армией.
Во время Второй мировой войны город был под властью немецко-фашистских войск с 1940 года, освобождён в 1944 году. Во время войны город сильно пострадал от бомбардировок ВВС США в мае 1944 года, многие памятники архитектуры были разрушены.

## Климат
В Орлеане умеренный морской климат с мягкой зимой и тёплым летом.
| Показатель                | Янв.  | Фев.  | Март  | Апр. | Май  | Июнь | Июль | Авг. | Сен. | Окт. | Нояб. | Дек.  | Год   |
| ------------------------- | ----- | ----- | ----- | ---- | ---- | ---- | ---- | ---- | ---- | ---- | ----- | ----- | ----- |
| Абсолютный максимум, °C   | 16,6  | 21,4  | 26,5  | 29,8 | 32,7 | 36,9 | 40,3 | 39,6 | 33,8 | 30,1 | 21,8  | 18,6  | 29,0  |
| Средний максимум, °C      | 6,7   | 8,0   | 12,1  | 15,2 | 19,2 | 22,7 | 25,6 | 25,3 | 21,4 | 16,4 | 10,4  | 7,0   | 15,8  |
| Средняя температура, °C   | 3,8   | 4,3   | 7,4   | 10,0 | 13,9 | 17,0 | 19,4 | 19,2 | 15,8 | 12,0 | 7,1   | 4,3   | 11,2  |
| Средний минимум, °C       | 1,1   | 0,9   | 3,0   | 4,8  | 8,6  | 11,5 | 13,4 | 13,2 | 10,5 | 7,9  | 4,0   | 1,7   | 6,7   |
| Абсолютный минимум, °C    | −19,8 | −16,4 | −12,9 | −4,5 | −3   | 0,8  | 3,7  | 4,2  | −0,8 | −4,5 | −15,3 | −16,5 | −19,8 |
| Норма осадков, мм         | 53    | 44    | 46    | 49   | 62   | 45   | 59   | 49   | 49   | 64   | 57    | 58    | 635   |
| Источник: Погода и климат |       |       |       |      |      |      |      |      |      |      |       |       |       |

## Образование
Ещё в раннем Средневековье получить образование в Орлеане считалось престижным. В VI веке здесь обучался сын короля Бургундии Гунтрамна Гундобад. Карл Великий, а затем Гуго Капет отправляли в Орлеан учиться своих старших сыновей. В XI — середине XIII веков учебные заведения города были широко известны, слава о них распространялась до Италии и Англии, откуда люди приезжали получить образование.

В 1230 году, когда временно были распущены преподаватели парижской Сорбонны, часть из них нашла пристанище в Орлеане. Когда в 1298 году римский папа Бонифаций VIII опубликовал шестой сборник декреталий, он поручил докторам Болоньи и Орлеана сопроводить их комментариями. Святой Иво Кермартенский (1253—1303), считающийся покровителем юристов, нотариусов, адвокатов и судей, изучал в Орлеане гражданское право. 

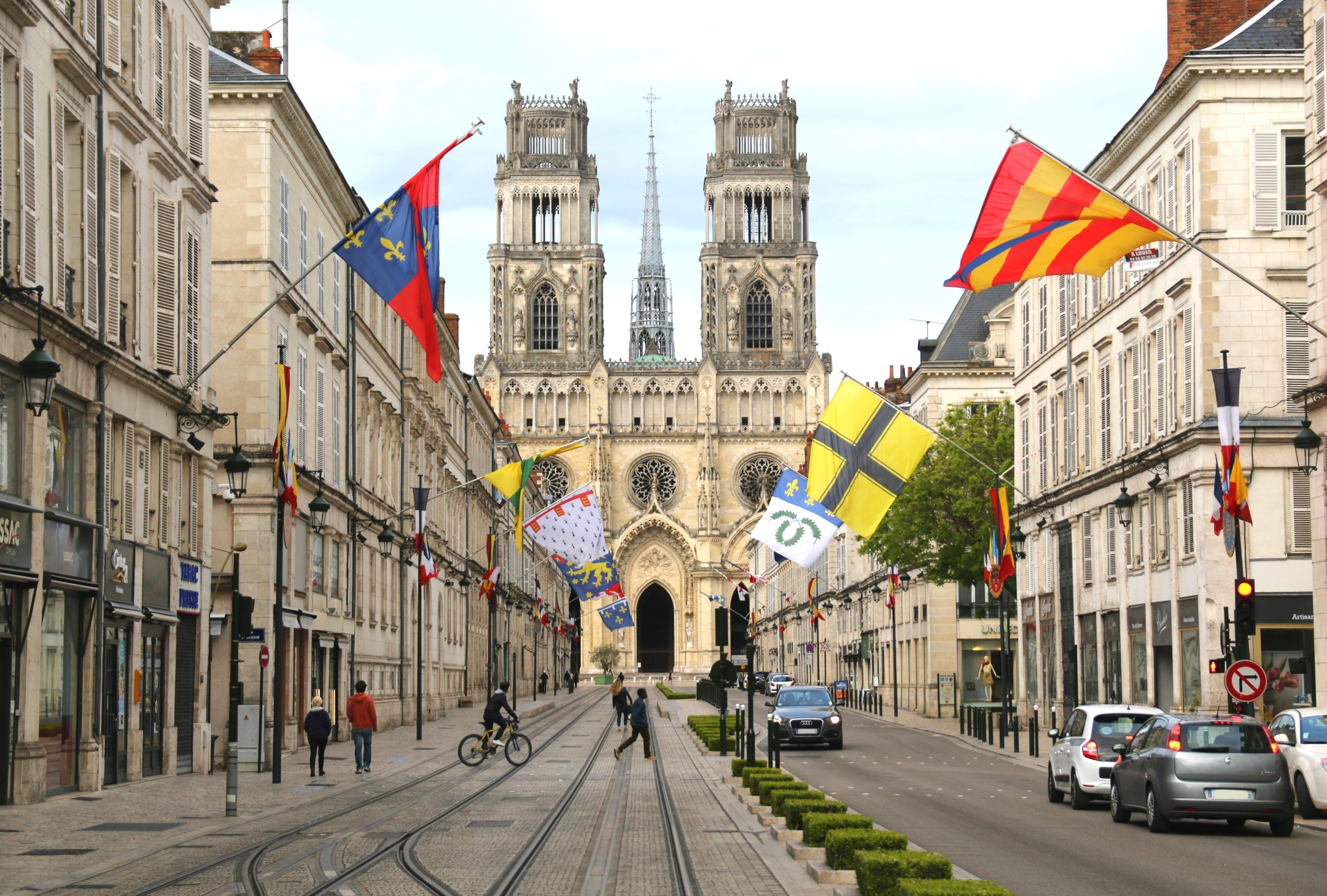
Средневековый Орлеанский собор

Папа римский Клемент V изучал здесь право и литературу. Булла, изданная им 27 января 1306 года в Лионе, объявляла о создании в Орлеане университета — одного из старейших во Франции и Европе. Следующие 12 пап предоставляли университету всё новые привилегии. В XIV веке в нём обучались около 5 тыс. студентов из Франции, Германии, Лотарингии, Бургундии, Шампани, Пикардии, Нормандии, Турени, Гиени, Шотландии. В 1793 году университет был упразднён Конвентом, воссоздан в 1962 году. В университете в разное время учились Иоганн Рейхлин, Жан Кальвин, Этьен де Ла Боэси, Пьер Ферма, Мольер, Шарль Перро, Жан де Лабрюйер и др.

## Достопримечательности
- Готический собор Сент-Круа (Собор Святого Креста) (строился начиная с XIII века, фасад XVIII века). Первая церковь была построена на этом месте в 330 году, ещё во времена Римской империи. Современная постройка собора серьёзно пострадала в 1568 году во время волнений протестантов. На средства короля-протестанта Генриха IV Наваррского, пытавшегося восстановить религиозную терпимость, проведена реконструкция храма (на рубеже XVI—XVII веков). Собор Сент-Круа — кафедральный, центр Орлеанской епархии. Построен в готическом стиле. Является собственностью государства. Открыт для публичных посещений. Признан историческим памятником в 1862 году. Расположен на одноимённой площади (Плас-Сент-Круа).
- Церковь Сент-Эверт (с 1170 года, перестроена в XV и XVII веках).
- Ренессансная церковь Нотр-Дам-де-Рекувранс (1513—19).
- Готико-ренессансная старая ратуша (1513—1519) — ныне Музей изящных искусств.
- Королевская улица (1752—1760).
- Исторический музей.

Жилая застройка позднеготического, ренессансного, барочного и классицистического стилей. Во время Второй мировой войны старый квартал города с широкими бульварами и набережными вдоль Луары был сильно разрушен. После войны он был заново отстроен с сохранением стиля зданий XVIII века, но при реконструкции также учитывалась необходимость в современной транспортной системе. В 1970-х годах появились новые районы города вдоль старых бульваров и автострад.

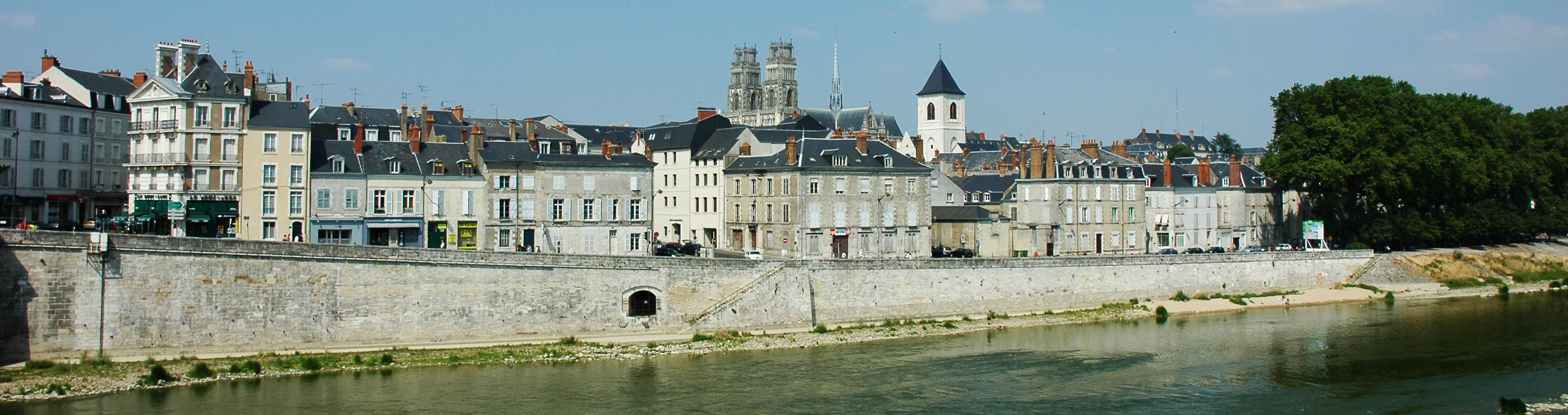
Панорама города Орлеана с реки Луары.

## Экономика
Орлеан — крупный промышленный центр. Машиностроение (производство деталей для автомобилей и тракторов, электродвигателей, сельскохозяйственных машин), фармацевтическая, пищевая (мукомольная, консервная, уксусная), швейная промышленность. В пределах 50 км от города находятся 2 атомные станции: Дампьер и Сен-Лоран.

## Транспорт
Орлеан — важный автомобильный и железнодорожный транспортный узел Франции.
Общественный транспорт города представлен автобусами и трамваем (открыт в 2000 году, см. Орлеанский трамвай).

## Города-побратимы
- Данди, Шотландия,  Великобритания
- Тревизо,  Италия
- Мюнстер,  Германия
- Кристиансанд,  Норвегия
- Вичита, Канзас,  США
- Таррагона,  Испания
- Сен-Флур,  Франция
- Уцуномия, Тотиги,  Япония
- Лугож,  Румыния
- Краков,  Польша
- Параку,  Бенин